# Antiotricha pluricincta
Antiotricha pluricincta là một loài bướm đêm thuộc phân họ Arctiinae, họ Erebidae.